# Stefan Wolpe

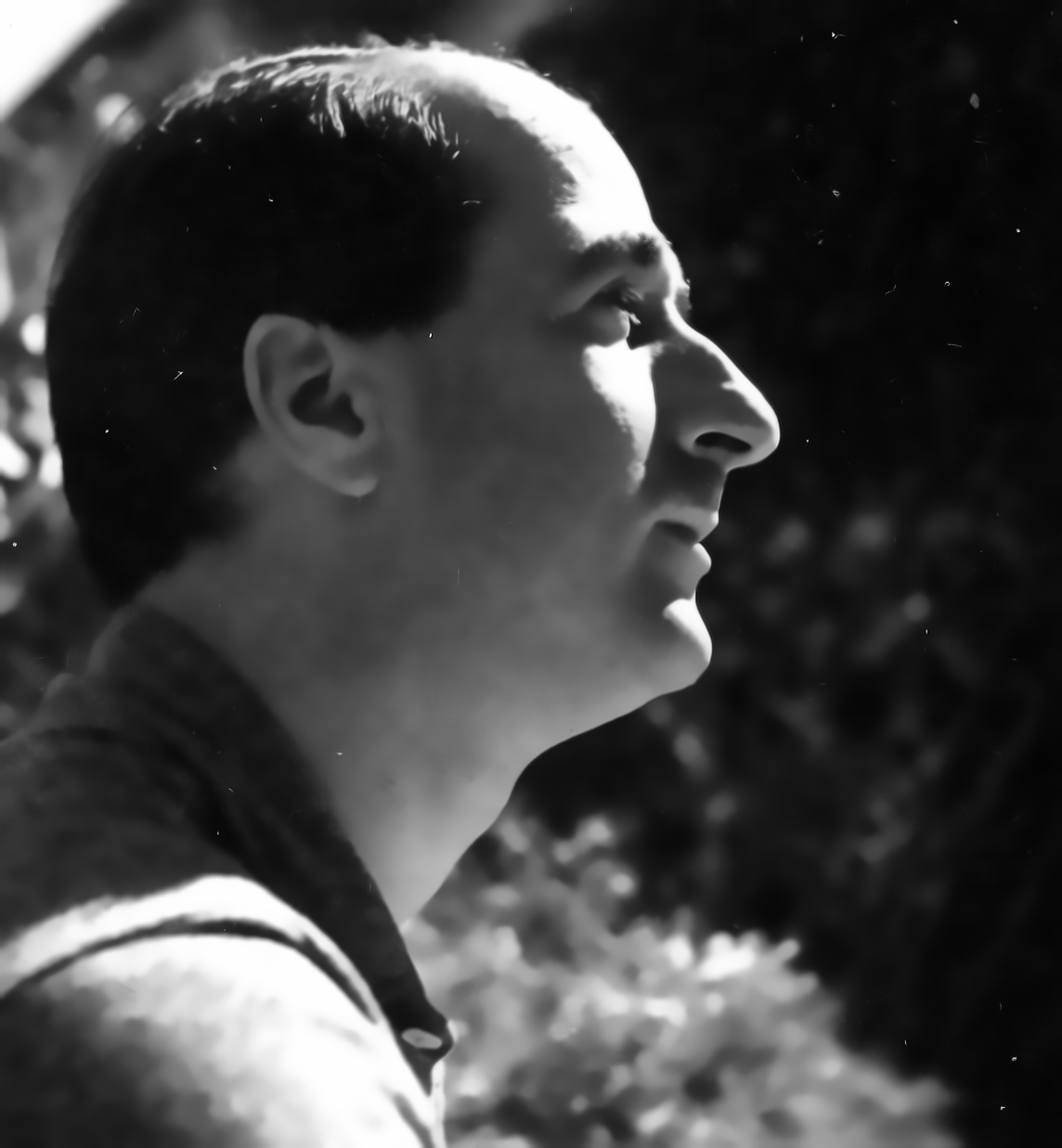
Stefan Wolpe in Jerusalem (~1938)

Stefan Wolpe (Berlino, 25 agosto 1902 – New York, 4 aprile 1972) è stato un compositore tedesco naturalizzato statunitense. Fuggì a Vienna, separandosi dalla moglie e dalla figlia. Qui si sposò nel 1927 e di nuovo nel 1934. Andò in Palestina e nel 1938 si trasferì negli Stati Uniti dove si sposò per la terza volta.

## Biografia
Wolpe nacque a Berlino. Frequentò il Conservatorio Klindworth-Scharwenka dall'età di quattordici anni e la Berlin Hochschule für Musik nel 1920-21. Studiò composizione con Franz Schreker e fu anche allievo di Ferruccio Busoni. Studiò anche al Bauhaus intorno al 1923 e incontrò alcuni dei dadaisti, mettendo in musica la poesia di Kurt Schwitters An Anna Blume.
Nel 1928 la prima opera di Wolpe, Zeus und Elida, fu rappresentata in anteprima a Berlino. Presto seguirono altre due opere nel 1929, Schöne Geschichten e Anna Blume. Nel 1927 sposò l'artista cecoslovacca Ola Okuniewska e la loro figlia, Katharina Wolpe, nacque nel 1931, ma la coppia si era separata. Sua moglie fuggì a Londra nel 1938, ma sua figlia rimase de facto orfana a Berna durante la guerra.
La musica che Wolpe stava scrivendo tra il 1929 e il 1933 era dissonante, utilizzando la tecnica dodecafonica di Arnold Schönberg. Tuttavia, forse influenzato dal concetto di musica applicata di Paul Hindemith (musica che serve una funzione sociale), e da appassionato socialista, scrisse una serie di pezzi per i sindacati dei lavoratori e gruppi teatrali comunisti. Per questi rese il suo stile più accessibile, incorporando elementi di jazz e musica popolare.
Quando i nazisti salirono al potere in Germania, Wolpe, ebreo e comunista, fuggì dal paese, passando per la Romania e la Russia in rotta verso l'Austria nel 1933-1934, dove incontrò e studiò con Anton Webern. Aveva lasciato la Germania con un pianista rumeno e sposò Irma Schoenberg a Vienna. In seguito si trasferì in Palestina nel 1934-1938, dove scrisse semplici canzoni per il kibbutzismo. La musica che stava scrivendo per l'esecuzione di un concerto, tuttavia, rimase complessa e atonale. In parte a causa di questo, il suo contratto di insegnamento con il Palestine Conservatoire non fu rinnovato per l'anno scolastico 1938-1939.
Nel 1938, Wolpe si trasferì a New York. Incontrò brevemente la figlia a Londra nel 1946. Lì, negli anni '50, si lega ai pittori dell'espressionismo astratto. Fu presentato loro dalla sua terza moglie, la poetessa Hilda Morley. Dal 1952 al 1956 fu direttore musicale al Black Mountain College. Il 24 gennaio 1956 fu nominato membro della facoltà del C.W. Post College della Long Island University di Brookville, New York. Tenne anche conferenze presso le scuole estive di Darmstadt in Germania. Tra i suoi allievi figuravano Jack Behrens, Herbert Brün, Morton Feldman, David Tudor, Matthew Greenbaum, John Carisi, M. William Karlins, Gil Evans, George Russell, Robert D. Levin, Boyd McDonald, Ralph Shapey e Netty Simons.
I suoi lavori di questo periodo a volte usavano la tecnica dei dodici toni, a volte erano diatonici, a volte erano basati sulle scale arabe (come il maqam saba) che aveva sentito in Palestina e talvolta impiegava qualche altro metodo di organizzazione tonale.
Wolpe sviluppò il morbo di Parkinson nel 1964 e morì a New York nel 1972.

## Musica
Elliott Carter ha detto della musica di Wolpe che "fa tutto sbagliato e ne esce bene".
Per un elenco completo delle opere, vedere Wolpe.org Works List Archiviato il 23 febbraio 2020 in Internet Archive..

### Lavori da camera
- Blues, grande gruppo misto
- Pezzo da camera n. 1, orchestra da camera
- Pezzo da camera n. 2, orchestra da camera
- Duo fur Zwei Geigen, duo di violini
- From Here On Farther, quartetto misto
- Musik zu Hamlet, flauto, clarinetto e violoncello
- Pezzo per oboe, violoncello, percussioni e piano
- Pezzo per due unità strumentali, grande gruppo misto
- Pezzo in tre parti per piano e sedici strumenti
- Quartetto per tromba, Sassofono tenore, Percussioni e Piano
- Sette pezzi per tre pianoforti
- Quartetto d'archi
- Tre canoni brevi, viola e violoncello
- Tre studi da Music for Any Instruments, grande gruppo misto
- Trio in due parti, flauto, violoncello e piano
- Sonata per violino e pianoforte (1949)

### Orchestra
- Passacaglia for Large Orchestra
- Symphony No. 1
- Zwei Studien fur Grosses Orchester

### Voce
- An Anna Blume von Kurt Schwitters for piano and musical clown, high voice
- Cantata, medium voice and ensemble
- Decret No. 2 'An die Armee der Kunstler' , high voice
- Drei Lieder nach Bertolt Brecht, medium voice
- Drei Lieder nach Heinrich von Kleist, high voice
- Four Pieces for Mixed Chorus
- Fünf Lieder nach Friedrich Holderlin, medium or low voice
- Fünf Vertonungen aus "Gitanjali" von Rabindranath Tagore, medium voice
- Lieder mit Klavierbegleitung, various vocal ranges in one collection
- Music for the Theater, medium voice
- Psalm 64 and Isaiah Chapter 35, high voice
- Quintet with Voice, low voice
- Songs (1955–61), medium voice
- Street Music, low voice and ensemble
- Two Chinese Epitaphs, op. 25, mixed chorus
- Yigdal Cantata, low voice/mixed chorus and ensemble
- Zwei Lieder aus Gedichte von Berthold Viertel, medium voice

### Pianoforte
- Battle Piece (1942–1943, 1947)
- Enactments for Three Pianos
- Form (1959)
- Klaviermusik 1920-1929
- Leichte Klaviermusik aus Aller Welt: Israel
- March and Variations for Two Pianos
- Music for a Dancer
- Music for Any Instruments, Vol. I
- Piano Music 1939 - 1942
- Sechs Klavierstucke (1920-1929), Vol. 1
- Sechs Marche
- Sonate Nr. 1 "Stehende Musik"
- Toccata in Three Parts for Piano
- Waltz for Merle

### Opera
- Schoene Geschichten
- Zeus und Elida: A Musical Grotesque